# Club Social y Deportivo Dorados de Sinaloa
El Club Social y Deportivo Dorados de Sinaloa és un club de futbol mexicà de la ciutat de Culiacán, Sinaloa.

## Història
El club va ser fundat el 9 d'agost de 2003. El 2004 ascendí per primer cop a primera divisió.

## Palmarès
- Ascenso MX:
  - Apertura 2003, Clausura 2007, Clausura 2015, Apertura 2016

- Copa MX: 
  - Apertura 2012

- Campeón de Ascenso:
  - 2004, 2015